# 大滝麻未
大滝 麻未（おおたき あみ、1989年7月28日 - ）は、神奈川県平塚市出身の元女子サッカー選手。ポジションはフォワード。元日本女子代表。日本女子プロサッカーリーグ（WEリーグ）理事。2017年7月、FIFAマスターを修了。

## 経歴

### ユース
小学校1年生のとき兄の影響でサッカーを始める。中学および鎌倉高校時代は、地元のクラブチーム横須賀シーガルズでプレーした。卒業後、早稲田大学に進学し、2008年、2010年には関東女子サッカーリーグの得点女王となった。また2009年のユニバーシアード・ベオグラード大会で活躍したことでカナダのヨーク大学から誘いを受け、2カ月半留学。同国の大学選手権において14試合14得点という成績を挙げて得点女王と最優秀選手に輝いた。また、2011年のユニバーシアード・中国大会でも6試合8得点という成績で得点女王となった。

### シニア
オリンピック・リヨン
2012年1月、ユニバーシアード中国大会での活躍が同大会に参加していたフランス代表コーチの目にとまり、同者がアシスタントコーチを兼任していたフランス女子サッカーリーグ1部（ディヴィジオン・アン・フェミニン）所属オリンピック・リヨンのトライアウトに招待され、そのまま契約に至った。リヨンは2010-11シーズンまでリーグ5連覇中、フランスの女子クラブとして初めて完全プロ化した名門であった。
同年3月21日、UEFA女子チャンピオンズリーグ 2011-12 準々決勝のブレンビーIF戦でデビュー（試合は0-4でリヨンの勝利）。同年4月28日、クープ・ドゥ・フランス・フェミニーヌ（女子フランス杯）の対アラス戦でハットトリックを達成した（試合は0-8で勝利）。同年5月17日、チャンピオンズリーグ決勝のフランクフルト戦では88分から途中出場し、チームは2対0で勝利。日本人として永里優季(2009-10)、熊谷紗希(2011-12、スタメン)に続いて、チャンピオンズリーグ決勝のピッチに立った3人目の選手になると同時に、優勝メンバーともなった。
2012-13シーズンはレギュラー奪取とはならず、個人としてリーグ12試合10得点、カップ戦では1試合2得点という成績で、チームはリーグ優勝とカップ優勝の二冠を達成した。またシーズン中の11月には本年創設された国際女子サッカークラブ選手権2012のため来日。1回戦の日テレ・ベレーザ戦では5-1と大量リードした後半18分から出場したが得点はならず（チームは5-2で勝利）、決勝のINAC神戸レオネッサ戦は不出場に終わった。チームは2対1で勝利し、本大会の初代女王となっている。
浦和レッズレディース
2013年6月27日、シーズン途中のなでしこリーグ1部に所属する浦和レッズレディースと契約を結んだことが発表された。当時浦和はリーグ8位に低迷しており得点力を見込まれていたが、本シーズンはリーグ3試合、カップ戦には2試合出場で無得点という成績となり、チームもリーグ6位に終わった。2014年シーズンにはチームが5年ぶりのリーグ優勝を達成したなかで、18試合3得点という成績だった。
EAギャンガン
2014年12月5日、フランス女子1部のEAギャンガンへと移籍することが発表された。背番号4。ギャンガンでの2014-15シーズンはリーグ5試合2得点、カップ戦3試合無得点という成績で、最終節のリヨン戦終了後に25歳で選手生活からの引退を発表した。

### 現役引退後（1度目）
2016年、FIFAマスターに入学。2017年7月、同大学院を修了。

### 現役復帰
パリFC
2017年8月、現役復帰し、フランス女子1部に所属するパリFCに加入。
ニッパツ横浜FCシーガルズ
2018年1月22日、なでしこリーグ2部に所属するニッパツ横浜FCシーガルズへの加入が発表された。その年、11得点を上げリーグ得点王を獲得した。
ジェフ千葉レディース
2019年1月29日、ジェフユナイテッド市原・千葉レディースへの加入が発表された。
なでしこケア設立
同年7月、熊谷紗希、近賀ゆかりらと共に、「女子サッカーの価値向上」と「地域や社会の課題解決」を目的に一般社団法人なでしこケア (略称: なでケア)を設立。大滝は女子サッカーの社会的地位の向上を願う選手たちの声を取りまとめ、団体を創設した。
2020年12月30日、クラブからのニュースリリースで2021シーズン契約更新の報告の際に入籍したことを発表、翌2021年5月7日、妊娠したことが発表された。同年11月5日に長男を出産。
2023年6月10日、2022-23シーズン限りで、現役を引退することを発表した。

### 代表
2012年6月20日、国際親善試合のスウェーデン戦でA代表デビュー。同年のロンドンオリンピックではバックアップメンバーとしてチームに帯同した。2013年のアルガルヴェ・カップにも招集され2試合に出場した。いずれも得点はなかった。

### 現役引退後（2度目）
2024年9月26日、WEリーグ理事に就任した。

## 所属クラブ
- 2002年 - 2007年 横須賀シーガルズ
- 2008年 - 2011年 早稲田大学ア式蹴球部女子
- 2012年 - 2013年 オリンピック・リヨン
- 2013年 - 2014年 浦和レッドダイヤモンズ・レディース
- 2014年 - 2015年 EAギャンガン（英語版）
- 2017年   パリFC（英語版）
- 2018年   ニッパツ横浜FCシーガルズ
- 2019年 - 2023年 ジェフユナイテッド市原・千葉レディース

## 個人成績

### クラブ
| クラブ                   | シーズン | リーグ               | 背番号 | リーグ戦 | リーグ戦 | カップ戦 | カップ戦 | リーグ杯 | リーグ杯 | UEFA | UEFA | その他 | その他 | 合計 | 合計 |
| クラブ                   | シーズン | リーグ               | 背番号 | 出場     | 得点     | 出場     | 得点     | 出場     | 得点     | 出場 | 得点 | 出場   | 得点   | 出場 | 得点 |
| ------------------------ | -------- | -------------------- | ------ | -------- | -------- | -------- | -------- | -------- | -------- | ---- | ---- | ------ | ------ | ---- | ---- |
| 早稲田大学               | 2008     | —                    | 19     | —        | —        | 3        | 5        | —        | —        | —    | —    | —      | —      | 3    | 5    |
| 早稲田大学               | 2009     | —                    | 19     | —        | —        | 2        | 2        | —        | —        | —    | —    | —      | —      | 2    | 2    |
| 早稲田大学               | 2011     | —                    | 11     | —        | —        | 2        | 1        | —        | —        | —    | —    | —      | —      | 2    | 1    |
| 早稲田大学               | 通算     | 通算                 | 通算   | 0        | 0        | 7        | 8        | 0        | 0        | 0    | 0    | 0      | 0      | 7    | 8    |
| オリンピック・リヨン     | 2011-12  | ディヴィジオン・アン | 22     | 3        | 1        | 2        | 4        | —        | —        | 2    | 0    | 1      | 0      | 8    | 5    |
| オリンピック・リヨン     | 2012-13  | ディヴィジオン・アン | 22     | 12       | 10       | 1        | 2        | —        | —        | 3    | 1    | —      | —      | 16   | 13   |
| オリンピック・リヨン     | 通算     | 通算                 | 通算   | 15       | 11       | 3        | 6        | 0        | 0        | 5    | 1    | 1      | 0      | 24   | 18   |
| 浦和レッズレディース     | 2013     | なでしこ             | 26     | 3        | 0        | 1        | 0        | 1        | 0        | —    | —    | —      | —      | 5    | 0    |
| 浦和レッズレディース     | 2014     | なでしこ             | 26     | 18       | 3        | 0        | 0        | —        | —        | —    | —    | —      | —      | 18   | 3    |
| 浦和レッズレディース     | 通算     | 通算                 | 通算   | 21       | 3        | 1        | 0        | 1        | 0        | 0    | 0    | 0      | 0      | 23   | 3    |
| EAギャンガン             | 2014-15  | ディヴィジオン・アン | 4      | 5        | 2        | 3        | 0        | —        | —        | -    | -    | —      | —      | 8    | 2    |
|                          |          |                      |        |          |          |          |          |          |          |      |      |        |        |      |      |
| パリFC                   | 2017-18  | ディヴィジオン・アン | 13     | 7        | 2        | -        | -        | —        | —        | -    | -    | —      | —      | 7    | 2    |
| ニッパツ横浜FCシーガルズ | 2018     | なでしこ2部          | 30     | 18       | 11       | 4        | 0        | 8        | 3        | —    | —    | —      | —      | 30   | 14   |
| ジェフ千葉レディース     | 2019     | なでしこ1部          | 22     | 18       | 3        | 1        | 0        | 7        | 1        | —    | —    | —      | —      | 26   | 4    |
| ジェフ千葉レディース     | 2020     | なでしこ1部          | 9      | 17       | 9        | 3        | 1        | —        | —        | —    | —    | —      | —      | 20   | 10   |
| ジェフ千葉レディース     | 2021-22  | WE                   | 9      | 5        | 0        | 1        | 0        | —        | —        | —    | —    | —      | —      | 6    | 0    |
| ジェフ千葉レディース     | 2022-23  | WE                   | 9      | 11       | 1        | 1        | 0        | 4        | 0        | —    | —    | —      | —      | 16   | 1    |
| ジェフ千葉レディース     | 通算     | 通算                 | 通算   | 51       | 13       | 6        | 1        | 11       | 1        | 0    | 0    | 0      | 0      | 68   | 15   |
| 通算                     | 日本     | 日本                 | 1部    | 72       | 16       | 7        | 1        | 12       | 1        | 0    | 0    | 0      | 0      | 91   | 18   |
| 通算                     | 日本     | 日本                 | 2部    | 18       | 11       | 4        | 0        | 8        | 3        | 0    | 0    | 0      | 0      | 30   | 14   |
| 通算                     | 日本     | 日本                 | その他 | 0        | 0        | 7        | 8        | 0        | 0        | 0    | 0    | 0      | 0      | 7    | 8    |
| 通算                     | フランス | フランス             | 1部    | 27       | 15       | 6        | 6        | 0        | 0        | 5    | 1    | 1      | 0      | 39   | 22   |
| 総通算                   | 総通算   | 総通算               | 総通算 | 117      | 42       | 24       | 15       | 20       | 4        | 5    | 1    | 1      | 0      | 167  | 62   |

1. 1 2  国際女子サッカークラブ選手権2012の成績

- UEFA女子チャンピオンズリーグ
  - 初出場 - 2012年3月21日 UWCL 2011-12 準々決勝 第2戦 ブレンビーIF（英語版）戦 (スタッド・ドゥ・ジェルラン)[29]
  - 初得点 - 2012年10月31日 UWCL 2012-13 ラウンド16 第1戦 FCゾルキー・クラスノゴルスク（英語版）戦 (ロディナ（ロシア語版）)[29]

- ディヴィジオン・アン
  - 初出場 - 2012年3月25日 第18節 ロデーズAF戦 (スタッド・ポール・リニョン（フランス語版）)[29]
  - 初得点 - 2012年5月1日 第19節 FFイズール・アリエ・オーヴェルニュ（フランス語版）戦 (プレイン・デ・ジュ・ド・ジェルラン)[29]

- 日本女子サッカーリーグ
  - 初出場 - 2013年10月19日 なでしこリーグ 第15節 INAC神戸レオネッサ戦 (ノエビアスタジアム神戸)[30]
  - 初得点 - 2014年4月3日 なでしこリーグ レギュラーシリーズ 第3節 ASエルフェン埼玉戦 (浦和駒場スタジアム)[30]

- WEリーグ
  - 初出場 - 2022年3月12日 第13節 INAC神戸レオネッサ戦 (フクダ電子アリーナ)[31]
  - 初得点 - 2022年10月23日 第1節 サンフレッチェ広島レジーナ戦 (フクダ電子アリーナ)[31]

### 代表

#### 主な選出歴
- U-20日本女子代表
- ユニバーシアード日本女子代表
  - 2009年夏季ユニバーシアード
  - 2011年夏季ユニバーシアード
- 日本女子代表
  - アルガルヴェ・カップ2013

#### 試合数
| 日本代表 | 国際Aマッチ | 国際Aマッチ |
| 年       | 出場        | 得点        |
| -------- | ----------- | ----------- |
| 2012     | 1           | 0           |
| 2013     | 2           | 0           |
| 通算     | 3           | 0           |

#### 出場試合
| 出場試合一覧 | 出場試合一覧  | 出場試合一覧     | 出場試合一覧                 | 出場試合一覧   | 出場試合一覧 | 出場試合一覧 | 出場試合一覧                      | 出場試合一覧 |
| #            | 開催日        | 開催都市         | スタジアム                   | 対戦国         | 結果         | 監督         | 大会                              | 出典         |
| ------------ | ------------- | ---------------- | ---------------------------- | -------------- | ------------ | ------------ | --------------------------------- | ------------ |
| 1.           | 2012年6月20日 | ヨーテボリ       | ガムラ・ウッレヴィ           | スウェーデン   | ○ 1-0        | 佐々木則夫   | 国際親善試合 ～スウェーデン遠征～ | [ 32 ]       |
| 2.           | 2013年3月6日  | パルシャル       | ベラ・ヴィスタ市営スタジアム | ノルウェー     | ● 0-2        | 佐々木則夫   | アルガルヴェ・カップ2013          | [ 33 ]       |
| 3.           | 2013年3月13日 | ファロ ／ ローレ | エスタディオ・アルガルヴェ   | 中華人民共和国 | ○ 1-0        | 佐々木則夫   | アルガルヴェ・カップ2013          | [ 34 ]       |

## タイトル

### クラブ
- オリンピック・リヨン
  - ディヴィジオン・アン: 2回 (2011-12, 2012-13)
  - フランスカップ: 2回 (2011-12, 2012-13)
  - UEFAチャンピオンズリーグ: 1回 (2011-12)
  - 国際女子サッカークラブ選手権: 1回 (2012)

- 浦和レッズレディース
  - 日本女子サッカーリーグ: 1回 (2014)

### 個人
- 関東大学女子サッカーリーグ 得点王: 2回 (2008, 2010)
- ユニバーシアード 得点王: 1回 (2011)
- なでしこリーグ2部 得点王: 1回 (2018)

## メディア関連
- 2012年2月から、東京新聞に自らの体験を綴ったコラム「リヨン通信」を掲載。